# Трофей чемпионов по хоккею на траве среди мужчин 2001
Трофей чемпионов по хоккею на траве среди мужчин 2001 года (англ. 2001 Men's Hockey Champions Trophy) — 23-й розыгрыш Трофея чемпионов по хоккею на траве среди мужских сборных команд. Турнир прошёл с 3 по 11 ноября на стадионе «HC Rotterdam» в городе Роттердам (Нидерланды).
Победителями Трофея чемпионов (в 8-й раз в своей истории) стала сборная Германии, победившая в финале сборную Австралии со счётом 2:1. Бронзовым призёром чемпионата стала сборная Нидерландов, обыгравшая в матче за 3-е место сборную Пакистана со счётом 5:2.
Турнир первоначально планировалось провести в Лахоре (Пакистан), но из-за угрозы роста террористической и военной опасности в регионе после террористических актов 11 сентября 2001 в США было решено провести турнир в другом регионе мира. ФИХ рассматривала две кандидатуры — Сидней (Австралия) и Роттердам, из которых был выбран Роттердам.

## Квалификация
Команды, квалифицированные для участия на турнире Международной федерацией (ФИХ):
- Нидерланды — сборная страны, где проводится турнир
- Республика Корея — 2-е место на Олимпийских играх 2000
- Германия — 3-е место на чемпионате мира 1998
- Австралия —
- Пакистан —
- Англия —

## Результаты игр
Время начала матчей указано по UTC+02:00

### Первый раунд (игры в группе)
| Команда          | И | В | Н | П | ГЗ | ГП | +/- | Очки |
| ---------------- | - | - | - | - | -- | -- | --- | ---- |
| Германия         | 5 | 5 | 0 | 0 | 15 | 7  | +8  | 15   |
| Австралия        | 5 | 4 | 0 | 1 | 15 | 10 | +5  | 12   |
| Пакистан         | 5 | 2 | 1 | 2 | 14 | 12 | +2  | 7    |
| Нидерланды       | 5 | 2 | 1 | 2 | 11 | 11 | 0   | 7    |
| Англия           | 5 | 1 | 0 | 4 | 11 | 17 | −6  | 3    |
| Республика Корея | 5 | 0 | 0 | 5 | 8  | 17 | −9  | 0    |

     Проходят в финал
     Проходят в матч за 3-4 место
     Проходят в матч за 5-6 место

### Классификация

#### Матч за 5-е и 6-е места
| 11 ноября 2001 12:00 | \| Англия \| 3 – 3 п. 3 - 2 \| Республика Корея \| | .                |
| Англия               | 3 – 3 п. 3 - 2                                     | Республика Корея |

#### Матч за 3-е и 4-е места
| 11 ноября 2001 11:00 | \| Пакистан \| 2 – 5 \| Нидерланды \| | .          |
| Пакистан             | 2 – 5                                 | Нидерланды |

#### Финал
| 11 ноября 2001 13:30 | \| Германия \| 2 – 1 \| Австралия \| | .         |
| Германия             | 2 – 1                                | Австралия |

## Статистика

### Итоговая таблица
| Место | Сборная          |
| ----- | ---------------- |
| 1     | Германия         |
| 2     | Австралия        |
| 3     | Нидерланды       |
| 4     | Пакистан         |
| 5     | Англия           |
| 6     | Республика Корея |

### Награды
| Номинация                   | Игрок / Команда |
| --------------------------- | --------------- |
| Лучший бомбардир (10 голов) | Florian Kunz    |
| Самый ценный игрок (MVP)    | Florian Kunz    |